# Crudia balachandrae
Crudia balachandrae är en ärtväxtart som beskrevs av Munivenkatappa Sanjappa. Crudia balachandrae ingår i släktet Crudia, och familjen ärtväxter. IUCN kategoriserar arten globalt som sårbar. Inga underarter finns listade i Catalogue of Life.